# XTEA
В криптографии, XTEA (eXtended TEA) — блочный шифроалгоритм, призванный устранить критические ошибки алгоритма TEA. Разработчиками шифра являются Дэвид Уилер и Роджер Нидхем (факультет компьютерных наук Кэмбриджского университета). Алгоритм был представлен в неизданном техническом отчете в 1997 году. Шифр не патентован, широко используется в ряде криптографических приложений и широком спектре аппаратного обеспечения благодаря крайне низким требованиям к памяти и простоте реализации.

## Свойства шифра
Как и TEA, шифр основан на операциях с 64-битным блоком, имеет 32 полных цикла, в каждом полном цикле по два раунда Сети Фейстеля, что означает 64 раунда сети Фейстеля. Однако, число раундов для достижения лучшей диффузии может быть увеличено в ущерб производительности. Кроме того в XTEA, как и в TEA, используется 128-битный ключ, состоящий из четырёх 32-битных слов K[0], K[1], K[2] и K[3]. В XTEA нет алгоритма планирования ключей в привычном понимании. Для того, чтобы определить какое из четырёх слов ключа использовать в каждом раунде, в алгоритме используется константа δ = 9E3779B916. В TEA же такого распределения нет. Ещё одним отличием от TEA является перестановка битовых операций, использующихся в шифре. Благодаря этим улучшениям XTEA не претерпел сильных усложнений по сравнению с TEA, но в то же время ликвидировал два основных недостатка алгоритма TEA:
- каждый ключ в TEA эквивалентен трем другим, что означает, что эффективная длина ключа составляет 126 бит вместо 128, как это было задумано разработчиками;
- TEA восприимчив к атакам на связанных ключах. Такая атака может потребовать всего лишь 223 выбранного открытого текста и иметь временную сложность равную 232[2].

## Описание алгоритма
В работе XTEA применяются следующие логические операции: исключающее «ИЛИ», битовый сдвиг и логическое «И». Кроме того в XTEA используется операция сложения целых чисел по модулю 232, обозначающаяся как x {\displaystyle \boxplus } y (x и y {\displaystyle \in } Z232). Исключающее «ИЛИ» в булевой логике обозначается как x {\displaystyle \oplus } y, а в языке Си как x ^ y. Логическое «И» в булевой логике — x {\displaystyle \land } y в языке Си — x & y. Логический сдвиг x на y бит влево обозначается как x {\displaystyle \ll } y, а логический сдвиг x на y бит вправо обозначается как x {\displaystyle \gg } y. Пусть на вход n-го (1 ≤ n ≤ 64) раунда алгоритма подается (Ln,Rn), а на выходе получается (Ln+1,Rn+1), причем Ln+1 = Rn. Rn+1 вычисляется следующим образом:
если n = 2 * i — 1 для 1 ≤ i ≤ 32, то
Rn+1 = Ln + ({ (Rn {\displaystyle \ll } 4 {\displaystyle \oplus } Rn {\displaystyle \gg } 5) {\displaystyle \boxplus } Rn } {\displaystyle \oplus } ({ i — 1 } * δ {\displaystyle \boxplus } K [ ({ i — 1 } * δ) {\displaystyle \land } 3 ]),
если n = 2 * i для 1 ≤ i ≤ 32, то
Rn+1 = Ln + ({ (Rn {\displaystyle \ll } 4 {\displaystyle \oplus } Rn {\displaystyle \gg } 5) {\displaystyle \boxplus } Rn } {\displaystyle \oplus } (i * δ {\displaystyle \boxplus } K [ (i * δ {\displaystyle \gg } 11) {\displaystyle \land } 3 ]).
Так как это блочный шифроалгоритм, где длина блока 64-бит, а длина данных может быть не кратна 64-битам, значения всех байтов дополняющих блок до кратности в 64-бит устанавливается в 0x01 .

## Криптоанализ алгоритма
Считается что XTEA более защищен, чем ТEA, однако можно подобрать такой тип атак для которых XTEA более уязвим. Первый подход — это дифференциальные атаки. Так как TEA использует сложение по модулю 232 ключа раунда и открытого текста, подающегося на вход, а XTEA использует исключающее «ИЛИ», то проще проводить дифференциальную атаку на XTEA, чем на TEA. После 14 раундов XTEA можно построить с вероятностью 2−57.79 дифференциальную характеристику и использовать её для взлома XTEA включающего в себя 16 раундов (данная атака требует 261 выбранных открытых текстов). В то же время для TEA затруднительно построить хорошую дифференциальную характеристику. Второй подход усеченная дифференциальная атака. После 8 раундов TEA и XTEA можно построить усеченную дифференциальную характеристику с вероятностью 1. Посредством данной атаки можно взломать XTEA с максимальным количеством раундов — 23 и TEA с максимальным количеством раундов — 17. Такое различие наблюдается из-за свойств планирования ключей в каждом из алгоритмов.
Наиболее успешная из опубликованных атак на XTEA — это дифференциальная атака на связанных ключах, которая способна взломать 37 из 64 раундов алгоритма, используя 263 выбранных открытых текстов с временной сложностью 2125. Если рассматривать подмножество слабых ключей, в которое входят 2107.5 ключей из 2128, то эта жа атака способна взломать 51 из 64 раундов алгоритма с временной сложностью 2123.

## Пример реализации алгоритма
Реализация на языке Си (адаптированный вариант кода, представленного в статье Дэвида Уилера и Роджера Нидхэма) шифрования и расшифрования с использованием алгоритма XTEA:
```
#include
 
<stdint.h>

void
 
xtea_encipher
(
unsigned
 
int
 
num_rounds
,
 
uint32_t
 
*
v
,
 
uint32_t
 
const
 
*
k
)
 
{

    
unsigned
 
int
 
i
;

    
uint32_t
 
v0
=
v
[
0
],
 
v1
=
v
[
1
],
 
sum
=
0
,
 
delta
=
0x9E3779B9
;

    
for
 
(
i
=
0
;
 
i
 
<
 
num_rounds
;
 
i
++
)
 
{

        
v0
 
+=
 
(((
v1
 
<<
 
4
)
 
^
 
(
v1
 
>>
 
5
))
 
+
 
v1
)
 
^
 
(
sum
 
+
 
k
[
sum
 
&
 
3
]);

        
sum
 
+=
 
delta
;

        
v1
 
+=
 
(((
v0
 
<<
 
4
)
 
^
 
(
v0
 
>>
 
5
))
 
+
 
v0
)
 
^
 
(
sum
 
+
 
k
[(
sum
>>
11
)
 
&
 
3
]);

    
}

    
v
[
0
]
=
v0
;
 
v
[
1
]
=
v1
;

}

void
 
xtea_decipher
(
unsigned
 
int
 
num_rounds
,
 
uint32_t
 
*
v
,
 
uint32_t
 
const
 
*
k
)
 
{

    
unsigned
 
int
 
i
;

    
uint32_t
 
v0
=
v
[
0
],
 
v1
=
v
[
1
],
 
delta
=
0x9E3779B9
,
 
sum
=
delta
*
num_rounds
;

    
for
 
(
i
=
0
;
 
i
 
<
 
num_rounds
;
 
i
++
)
 
{

        
v1
 
-=
 
(((
v0
 
<<
 
4
)
 
^
 
(
v0
 
>>
 
5
))
 
+
 
v0
)
 
^
 
(
sum
 
+
 
k
[(
sum
>>
11
)
 
&
 
3
]);

        
sum
 
-=
 
delta
;

        
v0
 
-=
 
(((
v1
 
<<
 
4
)
 
^
 
(
v1
 
>>
 
5
))
 
+
 
v1
)
 
^
 
(
sum
 
+
 
k
[
sum
 
&
 
3
]);

    
}

    
v
[
0
]
=
v0
;
 
v
[
1
]
=
v1
;

}

```

Комментарии:
- v — исходный текст состоящий из двух слов по 32 бита
- k — ключ состоящий из четырёх 32-битных слов
- num_rounds — число циклов алгоритма (рекомендуется 32)
- num_rounds должно быть одинаковым для шифрования и расшифрования, если num_rounds==0 то ни шифрования, ни расшифрования происходить не будет

Изменения по сравнению с оригинальным кодом:
- используется тип uint32_t вследствие того, что он всегда имеет размер 32 бита в отличие от long (присутствующий в оригинальном коде), который может содержать 64 бита (например в некоторых 64-битных системах)
- исходный код не использует тип const
- в исходном коде опущены избыточные скобки в выражениях для v0 и v1, в данной модификации они оставлены для большей наглядности

## Версии алгоритма
Обнаруженные уязвимости в ключевом расписании и наличие успешных атак на алгоритмы TEA, XTEA и XXTEA привели к созданию рядом криптоаналитиков альтернативных вариантов шифра. В частности, на данный момент существуют основанные на шифрах семейства TEA алгоритмы RTEA (Шон о’Нил), Raiden (Хулио Кастро), XTEA-1, XTEA-2 и XTEA-3 (Том Ст. Денис). Впрочем, данные модификации не были столь широко исследованы и не получили достаточного практического применения.

### Алгоритм XTEA-1
Одна из уязвимостей XTEA состоит в том, что биты в ключе влияют на одни и те же биты в каждом раунде алгоритма. Эта проблема может быть устранена путём использования шифра, включающего в себя алгоритм расписания ключей. Планирование ключей производится динамически и не требует выделения памяти. Расписание ключей осуществляется путём циклического битового сдвига ключа на значение, зависящее от открытого текста. Алгоритм XTEA-1 реализует эту идею по усилению шифра XTEA путём незначительного изменения структуры шифра без изменения основных принципов алгоритма.
Шифр использует технологию забеливания и зависимую от данных трансформацию подключа, что затрудняет криптоанализ, поскольку исходный алгоритм содержал уязвимость — модификация определённых бит ключа отражалась на соответствующих им битах шифротекста.
Реализация XTEA-1 на языке Си:
```
#include
 
<stdint.h>

uint32_t
 
rol
(
uint32_t
 
base
,
 
uint32_t
 
shift
)

{

	
uint32_t
 
res
;

        
/* only 5 bits of shift are significant*/

        
shift
 
&=
 
0x1F
;

        
res
 
=
 
(
base
 
<<
 
shift
)
 
|
 
(
base
 
>>
 
(
32
 
-
 
shift
));

        
return
 
res
;

}

void
 
xtea1_encipher
(
unsigned
 
int
 
num_rounds
,
uint32_t
 
*
v
,
 
uint32_t
 
const
 
*
k
)

{

	
unsigned
 
int
 
i
;

	
uint32_t
 
y
,
 
z
,
 
sum
=
0
,
 
delta
=
0x9E3779B9
;

	
/* load and pre-white the registers */

	
y
 
=
 
v
[
0
]
 
+
 
k
[
0
];

	
z
 
=
 
v
[
1
]
 
+
 
k
[
1
];

	
/* Round functions */

	
for
 
(
i
 
=
 
0
;
 
i
 
<
 
num_rounds
;
 
i
++
)
 

	
{

		
y
 
+=
 
((
z
 
<<
 
4
)
 
^
 
(
z
 
>>
 
5
))
 
+
 
(
z
 
^
 
sum
)
 
+
 
rol
(
k
[
sum
 
&
 
3
],
 
z
);

		
sum
 
+=
 
delta
;

		
z
 
+=
 
((
y
 
<<
 
4
)
 
^
 
(
y
 
>>
 
5
))
 
+
 
(
y
 
^
 
sum
)
 
+
 
rol
(
k
[(
sum
 
>>
 
11
)
 
&
 
3
],
 
y
);

	
}

	
/* post-white and store registers */

	
v
[
0
]
 
=
 
y
 
^
 
k
[
2
];

	
v
[
1
]
 
=
 
z
 
^
 
k
[
3
];

}

void
 
xtea1_decipher
(
unsigned
 
int
 
num_rounds
,
uint32_t
 
*
v
,
 
uint32_t
 
const
 
*
k
)

{

	
unsigned
 
int
 
i
;

	
uint32_t
 
y
,
 
z
,
delta
=
0x9E3779B9
,
sum
=
delta
*
num_rounds
;

	
z
 
=
 
v
[
1
]
 
^
 
k
[
3
];

	
y
 
=
 
v
[
0
]
 
^
 
k
[
2
];

	
for
 
(
i
 
=
 
0
;
 
i
 
<
 
num_rounds
;
 
i
++
)
 

	
{

		
z
 
-=
 
((
y
 
<<
 
4
)
 
^
 
(
y
 
>>
 
5
))
 
+
 
(
y
 
^
 
sum
)
 
+
 
rol
(
k
[(
sum
 
>>
 
11
)
 
&
 
3
],
 
y
);

		
sum
 
-=
 
delta
;

		
y
 
-=
 
((
z
 
<<
 
4
)
 
^
 
(
z
 
>>
 
5
))
 
+
 
(
z
 
^
 
sum
)
 
+
 
rol
(
k
[
sum
 
&
 
3
],
 
z
);

	

	
}

	
v
[
1
]
 
=
 
z
 
-
 
k
[
1
];

	
v
[
0
]
 
=
 
y
 
-
 
k
[
0
];

}

```

Функция ‘rol' выполняет циклический битовый сдвиг ключа, используя 5 младших битов переменной shift. Этот алгоритм использует только один сдвиг за раунд, что довольно эффективно и быстро работает на большинстве современных процессоров.

### Алгоритм XTEA-2
Можно изменить XTEA-1 используя 128 битный блок. Полученный алгоритм требует больше раундов, но скорость шифрования у него выше чем у XTEA.
Реализация XTEA-2 на Си:
```
#include
 
<stdint.h>

void
 
xtea2_encipher
(
unsigned
 
int
 
num_rounds
,
uint32_t
 
*
v
,
 
uint32_t
 
const
 
*
k
){

	
unsigned
 
int
 
i
;

	
uint32_t
 
a
,
 
b
,
 
c
,
 
d
,
 
sum
=
0
,
 
t
,
delta
=
0x9E3779B9
;

	
a
 
=
 
v
[
0
];

	
b
 
=
 
v
[
1
]
 
+
 
k
[
0
];

	
c
 
=
 
v
[
2
];

	
d
 
=
 
v
[
3
]
 
+
 
k
[
1
];

	
for
 
(
i
 
=
 
0
;
 
i
 
<
 
num_rounds
;
 
i
++
)
 
{

		
a
 
+=
 
((
b
 
<<
 
4
)
 
^
 
(
b
 
>>
 
5
))
 
+
 
(
d
 
^
 
sum
)
 
+
 
rol
(
k
[
sum
 
&
 
3
],
 
b
);

		
sum
 
+=
 
delta
;

		
c
 
+=
 
((
d
 
<<
 
4
)
 
^
 
(
d
 
>>
 
5
))
 
+
 
(
b
 
^
 
sum
)
 
+
 
rol
(
k
[(
sum
 
>>
 
11
)
 
&
 
3
],
 
d
);

		
t
 
=
 
a
;
 
a
 
=
 
b
;
 
b
 
=
 
c
;
 
c
 
=
 
d
;
 
d
 
=
 
t
;

	
}

	
v
[
0
]
 
=
 
a
 
^
 
k
[
2
];

	
v
[
1
]
 
=
 
b
;

	
v
[
2
]
 
=
 
c
 
^
 
k
[
3
];

	
v
[
3
]
 
=
 
d
;

}

void
 
xtea2_decipher
(
unsigned
 
int
 
num_rounds
,
uint32_t
 
*
v
,
 
uint32_t
 
const
 
*
k
){

	
unsigned
 
int
 
i
;

	
uint32_t
 
a
,
 
b
,
 
c
,
 
d
,
 
t
,
 
delta
=
0x9E3779B9
,
 
sum
=
delta
*
num_rounds
;

	
d
 
=
 
v
[
3
];

	
c
 
=
 
v
[
2
]
 
^
 
k
[
3
];

	
b
 
=
 
v
[
1
];

	
a
 
=
 
v
[
0
]
 
^
 
k
[
2
];

	
for
 
(
i
 
=
 
0
;
 
i
 
<
 
num_rounds
;
 
i
++
)
 
{

		
t
 
=
 
d
;
 
d
 
=
 
c
;
 
c
 
=
 
b
;
 
b
 
=
 
a
;
 
a
 
=
 
t
;

		
c
 
-=
 
((
d
 
<<
 
4
)
 
^
 
(
d
 
>>
 
5
))
 
+
 
(
b
 
^
 
sum
)
 
+
 
rol
(
k
[(
sum
 
>>
 
11
)
 
&
 
3
],
 
d
);

		
sum
 
-=
 
delta
;

		
a
 
-=
 
((
b
 
<<
 
4
)
 
^
 
(
b
 
>>
 
5
))
 
+
 
(
d
 
^
 
sum
)
 
+
 
rol
(
k
[
sum
 
&
 
3
],
 
b
);

	
}

	
v
[
0
]
 
=
 
a
;

	
v
[
1
]
 
=
 
b
 
-
 
k
[
0
];

	
v
[
2
]
 
=
 
c
;

	
v
[
3
]
 
=
 
d
 
-
 
k
[
1
];

}

```

Основное преимущество этого алгоритма — это возможность шифровать большие блоки. Этот алгоритм использует те же базовые операции что и XTEA-1, но требует больше итераций. На самом деле он требует в два раза больше итераций от 32 до 64 (от 64 до 128 раундов). 48 итераций — это компромисс между скоростью и надежностью шифрования.

### Алгоритм XTEA-3
Ещё одно естественное расширение XTEA-1 — это использование 256 битного ключа и более практичного 128 битного блока. Этот алгоритм требует от 32 до 64 итераций, но в то же время обеспечивает надежную защиту от атак путём полного перебора. Шифр использует технологию забеливания и реализует операции, зависимые от ключа, что затрудняет криптоанализ.
Реализация XTEA-3 на Си:
```
#include
 
<stdint.h>

void
 
xtea3_encipher
(
unsigned
 
int
 
num_rounds
,
uint32_t
 
*
v
,
 
uint32_t
 
const
 
*
k
)

{

	
unsigned
 
int
 
i
;

	
uint32_t
 
a
,
 
b
,
 
c
,
 
d
,
 
sum
=
0
,
 
t
,
delta
=
0x9E3779B9
;

	
sum
 
=
 
0
;

	
a
 
=
 
v
[
0
]
 
+
 
k
[
0
];

	
b
 
=
 
v
[
1
]
 
+
 
k
[
1
];

	
c
 
=
 
v
[
2
]
 
+
 
k
[
2
];

	
d
 
=
 
v
[
3
]
 
+
 
k
[
3
];

	
for
 
(
i
 
=
 
0
;
 
i
 
<
 
num_rounds
;
 
i
++
){

		
a
 
+=
 
(((
b
 
<<
 
4
)
 
+
 
rol
 
(
k
[(
sum
 
%
 
4
)
 
+
 
4
],
 
b
))
 
^

			
(
d
 
+
 
sum
)
 
^
 
((
b
 
>>
 
5
)
 
+
 
rol
 
(
k
[
sum
 
%
 
4
],
 
b
 
>>
 
27
)));

		
sum
 
+=
 
delta
;

	        
c
 
+=
 
(((
d
 
<<
 
4
)
 
+
 
rol
 
(
k
[((
sum
 
>>
 
11
)
 
%
 
4
)
 
+
 
4
],
 
d
))
 
^

			
(
b
 
+
 
sum
)
 
^
 
((
d
 
>>
 
5
)
 
+
 
rol
 
(
k
[(
sum
 
>>
 
11
)
 
%
 
4
],
 
d
 
>>
 
27
)));

	        
t
 
=
 
a
;
a
 
=
 
b
;
b
 
=
 
c
;
c
 
=
 
d
;
d
 
=
 
t
;

	
}

	
v
[
0
]
 
=
 
a
 
^
 
k
[
4
];

	
v
[
1
]
 
=
 
b
 
^
 
k
[
5
];

	
v
[
2
]
 
=
 
c
 
^
 
k
[
6
];

	
v
[
3
]
 
=
 
d
 
^
 
k
[
7
];

}

 

void
 
xtea3_decipher
(
unsigned
 
int
 
num_rounds
,
uint32_t
 
*
v
,
 
uint32_t
 
const
 
*
k
)

{

    
unsigned
 
int
 
i
;

    
uint32_t
 
a
,
 
b
,
 
c
,
 
d
,
 
t
,
delta
=
0x9E3779B9
,
sum
 
=
 
delta
 
*
 
num_rounds
;

	
d
 
=
 
v
[
3
]
 
^
 
k
[
7
];

	
c
 
=
 
v
[
2
]
 
^
 
k
[
6
];

	
b
 
=
 
v
[
1
]
 
^
 
k
[
5
];

	
a
 
=
 
v
[
0
]
 
^
 
k
[
4
];

	
for
 
(
i
 
=
 
0
;
 
i
 
<
 
num_rounds
;
 
i
++
){

		
t
 
=
 
d
;
d
 
=
 
c
;
c
 
=
 
b
;
b
 
=
 
a
;
a
 
=
 
t
;

		
c
 
-=
 
(((
d
 
<<
 
4
)
 
+
 
rol
 
(
k
[((
sum
 
>>
 
11
)
 
%
 
4
)
 
+
 
4
],
 
d
))
 
^

			
(
b
 
+
 
sum
)
 
^
 
((
d
 
>>
 
5
)
 
+
 
rol
 
(
k
[(
sum
 
>>
 
11
)
 
%
 
4
],
 
d
 
>>
 
27
)));

          	
sum
 
-=
 
delta
;

		
a
 
-=
 
(((
b
 
<<
 
4
)
 
+
 
rol
 
(
k
[(
sum
 
%
 
4
)
 
+
 
4
],
 
b
))
 
^

			
(
d
 
+
 
sum
)
 
^
 
((
b
 
>>
 
5
)
 
+
 
rol
 
(
k
[
sum
 
%
 
4
],
 
b
 
>>
 
27
)));

	 
}

	
v
[
3
]
 
=
 
d
 
-
 
k
[
3
];

	
v
[
2
]
 
=
 
c
 
-
 
k
[
2
];

	
v
[
1
]
 
=
 
b
 
-
 
k
[
1
];

	
v
[
0
]
 
=
 
a
 
-
 
k
[
0
];

}

```

XTEA-3 использует 5 старших и 5 младших бит регистра открытого текста для циклического сдвига ключа, потому что статистические данные говорят о том, что эти биты наиболее подвержены изменению. Этот алгоритм так же требует как минимум 32 итерации, однако, 48 итераций — это компромиссное соотношение между скоростью и надежностью шифрования данных.

### Сравнение различных версий расширения XTEA
Эти три алгоритма являются естественными расширениями TEA и XTEA. Их отличительными чертами по сравнению с оригинальными алгоритмами шифрования являются лучшее расписание ключей и больший размер блоков и/или ключей. Использование ключей, динамически зависимых от открытого текста, означает, что не существует заранее установленного порядка для использования ключей и не требуется выделение памяти. Это довольно полезное свойство, так как задача обнаружения ключей, использующихся наиболее часто, усложняется. Шифры обладают большей защищенностью к дифференциальному криптоанализу, так как биты в ключе могут влиять на любые другие биты шифротекста. Использование нелинейной алгебры (сложение по модулю 232, исключающее «ИЛИ») эффективно против линейного криптоананлиза. Кроме того использование этих операций не вносит уязвимостей в алгоритмы.
Первый алгоритм (XTEA-1) имеет наибольшую скорость и при достаточном количестве раундов (от 32 до 64) обладает хорошей надежностью. XTEA-2 представляет собой расширение с большим размером блока, и он не более защищен чем XTEA-1. XTEA-3 — это расширение алгоритм с использованием большего размера блока и ключа. Третий вариант работает немного медленнее, но более защищен. Так как эти алгоритмы построены на базе оригинального TEA с устранением всех известных недостатков, то их можно считать достаточно надежными.
Сравнительная таблица алгоритмов:
| Название алгоритма | Минимальное количество раундов | Максимальное количество раундов | Размер блока | Размер ключа |
| ------------------ | ------------------------------ | ------------------------------- | ------------ | ------------ |
| XTEA-1             | 32                             | 64                              | 64 бита      | 128 бит      |
| XTEA-2             | 64                             | 128                             | 128 бит      | 128 бит      |
| XTEA-3             | 64                             | 128                             | 128 бит      | 256 бит      |

Однако данные алгоритмы все равно требуют дальнейшей доработки. Первая проблема состоит в том, только младшие биты открытого текста используются для циклического битового сдвига ключа (как в XTEA-1 и XTEA-2). Вторая проблема заключается в том что ключ разделен на две подгруппы по 4 элемента, и каждая часть выражения использует только одну подгруппу (как в XTEA-3). XTEA-3 может быть расширен путём использования всех восьми элементов в обеих частях выражения. Если эти усовершенствования будут проведены, то алгоритм станет более практичным, но тогда он будет слишком сильно отличаться от оригинального TEA.